# الأكاديمية المالية (السعودية)
الأكاديمية المالية هي أكاديمية سعودية حكومية تأسست بقرار مجلس الوزراء في أبريل 2020. وهي إحدى مبادرات برنامج تطوير القطاع المالي لرؤية المملكة 2030ـ والذي يدعم تطوير وتعميق مؤسسات القطاع المالي، وذلك لتطوير المهارات، والمعارف، والخبرات في جميع القطاعات الفرعية. استقلت الأكاديمية المالية في شهر أبريل 2020 بقرار وزاري رقم (538) كجهة تقدم حلولاً تطويرية متنوعة لتزويد الممارسين في القطاع المالي بالمعرفة والمهارات اللازمة سواء كانوا مبتدئين أو ذوي خبرات متقدمة.

## تاريخ الأكاديمية المالية
1965م: تأسيس معهد التدريب المصرفي قسماً يتبع للبنك المركزي السعودي.
1989م: التحول إلى المعهد المصرفي، ليشمل قطاعي المصرفية والتمويل.
2014م: التحول إلى المعهد المالي ليشمل قطاع التأمين.
2019م: تغيير مسمى المعهد إلى الأكاديمية المالية لتشمل قطاع الأوراق المالية.
2020م: أصبحت الأكاديمية المالية كياناً مستقلاً إدارياً ومالياً.
2023: موافقة مجلس الوزراء على التنظيم النهائي للأكاديمية المالية.